# خورشیدگرفتگی ۱ سپتامبر ۲۰۱۶
خورشیدگرفتگی ۱ سپتامبر ۲۰۱۶ (به انگلیسی: Solar eclipse of September 1, 2016) یک خورشیدگرفتگی از نوع خورشیدگرفتگی حلقه‌ای است. این خورشیدگرفتگی در تاریخ ۱ سپتامبر ۲۰۱۶ میلادی (‎۱۱ شهریور ۱۳۹۵ خورشیدی) روی داد که زمان اوج آن، ساعت ۹:۰۸:۰۲ به‌وقت ساعت هماهنگ جهانی است. مدت زمان و طول این خورشیدگرفتگی ۳ دقیقه و ۶ ثانیه بود.